# Classement mondial de futsal
Le classement mondial de futsal, également appelé classement FWR (Futsal World Ranking), est le classement international des sélections nationales de futsal.

## Classement mondial actuel
Le top 15 du classement au 6 mars 2023 s'établit comme suit :
| Rang | mondial | Équipe      | Points | Rang en décembre 2021 | Évolution par rapport à décembre 2021 |
| 1    | 5       | Brésil      | 1826   | 6                     | 0                                     |
| 2    | 1       | Portugal    | 1762   | 3                     | 1                                     |
| 3    | 2       | Espagne     | 1744   | 2                     | -1                                    |
| 4    | 0       | Russie      | 1642   | 5                     | 1                                     |
| 5    | 1       | Argentine   | 1615   | 4                     | -1                                    |
| 6    | 0       | Iran        | 1506   | 7                     | 1                                     |
| 7    | 0       | Kazakhstan  | 1588   | 6                     | -1                                    |
| 8    | 0       | Maroc       | 1496   | 8                     | 0                                     |
| 9    | 0       | Ukraine     | 1457   | 9                     | 0                                     |
| 10   | 0       | Paraguay    | 1445   | 10                    | 0                                     |
| 11   | 0       | Italie      | 1432   | 11                    | 0                                     |
| 12   | 0       | France      | 1412   | 13                    | 1                                     |
| 13   | 0       | Colombie    | 1400   | 12                    | -1                                    |
| 14   | 0       | Azerbaïdjan | 1385   | 14                    | 0                                     |
| 15   | 0       | Croatie     | 1349   | 15                    | 0                                     |

## Méthodologie
Le classement est établi sur le système de classement Elo avec les formules suivantes :
- Rn = Ro + K × (W - We)

- Rn est le nouveau classement
- Ro est l'ancien classement
- K est la valeur constante en fonction du tournoi joué :
  - 60 pour les finales de Coupe du monde
  - 50 pour les finales de championnats continentaux et les tournois internationaux majeurs
  - 40 pour les qualifications en Coupe du monde et championnats continentaux, ainsi que les tournois majeurs
  - 30 pour tous les autres tournois
  - 20 pour les matchs amicaux

- W est le résultat d'un match (1 pour une victoire, 0.5 pour une égalité, et 0 pour une défaite)
- We est le résultat attendu (espérance de victoire)
  - We = 1 / (10(-dr/400) + 1)
  -   dr = la différence dans les points du classement + 100 points pour une équipe jouant à domicile